# Pindo (España)
Pindo (llamada oficialmente San Clemente do Pindo) es una parroquia y un lugar español del municipio de Carnota, en la provincia de La Coruña, Galicia.

## Entidades de población
Entidades de población que forman parte de la parroquia:
- Curra (A Curra)
- O Pindo
- Porto de Quilmas (O Porto de Quilmas)
- Quilmas

## Demografía

### Parroquia
| Gráfica de evolución demográfica de Pindo (parroquia) entre 2000 y 2018 |
|                                                                         |
| Datos según el nomenclátor publicado por el INE.                        |

### Lugar
| Gráfica de evolución demográfica de O Pindo (lugar) entre 2000 y 2018 |
|                                                                       |
| Datos según el nomenclátor publicado por el INE.                      |